# Usine d'eau potable d'Orly
L'usine de potabilisation d'Orly traite les eaux de la Seine. Elle permet d'assurer la production d'eau potable de la régie municipale Eau de Paris, à hauteur de 25 %. La capacité nominale de production d'eau potable de l'usine est de 300 000 m3/j, bien que la production du site soit en moyenne de 150 000 m3/j.

## Historique
L'usine de potabilisation d'Orly est mise en service en 1969, en bordure de Seine. Il s'agit alors de la troisième usine de traitement de l'eau de la Seine installée par la ville de Paris. Effectivement, les usines d'Ivry-sur-Seine et de Joinville deviennent insuffisantes et la municipalité décide d'initier la construction de l'usine d'Orly en 1961. La filière de traitement est dite à filtration rapide, recourant au procédé de coagulation-floculation.
En 2012, il a été choisi de produire de l’énergie solaire sur le site d’Orly en recouvrant la galerie des filtres à charbons actifs avec 597 m2 de panneaux photovoltaïques et en 2013 les 176 m2 de la toiture du bâtiment principal de l’usine.
En octobre 2022, à la suite de quatre ans de travaux de réhabilitation,, une nouvelle filière de traitement est mise en service. Le projet a été voté en juin 2016 par le Conseil d’administration d’Eau de Paris. Selon le directeur général d'Eau de Paris, l'objectif est « d'améliorer la performance de l'usine, la qualité de traitement et la performance énergétique ». Ainsi, un procédé utilisant du charbon actif micrograins permet de traiter les micropolluants,. Les investissements mobilisés pour la modernisation de l'usine s'élèvent à 48 millions d'euros. Le projet a pu bénéficier du soutien financier de l'agence de l'eau Seine Normandie, avec une subvention à hauteur de 13 millions d'euros,. Le mandataire du projet est Stereau, la filiale Ingénierie du groupe Saur.
La nouvelle usine « Orly 2 » d’Eau de Paris est inaugurée le 29 juin 2023 par la Maire de Paris Anne Hidalgo.
À l’horizon 2025, les 1700 m² de la toiture de la nouvelle filière et les 20 filtres à sable seront entièrement recouverts de panneaux solaires.

## Caractéristiques
La capacité nominale de production d’eau potable du site d’Orly est de 300 000 m3/j, désormais répartie en 2 files de 150 000 m3/j depuis la modernisation de l'usine. Cette modularité a pour but d’ajuster la production à la consommation, et ainsi de mieux maîtriser la consommation d’énergie. L'usine assure le traitement d'un quart de l’eau potable distribuée dans Paris intramuros. La production d'eau potable du site est en moyenne de 150 000 m3/j. Cela représente annuellement 45 millions de mètres cubes d'eau distribués. Le temps de séjour de l'eau, de la prise d’eau à l’arrivée dans la citerne, dans la nouvelle filière de traitement d'Orly est en moyenne de 4 heures.
Le site s'étend sur 52 hectares. Il compte 22 ha de zone naturelle et une réserve d’eau brute de 5 ha.

## Filière de traitement
L'usine dispose de deux files pour le traitement de l'eau. La deuxième filière a été mise en service 2022, à l'issue de travaux de modernisation, afin d'améliorer le traitement des micropolluants. Une filière boue permet de prendre en charge les eaux de lavage des filtres à sable et les boues de décantation.

Schéma des filières de traitement de l'usine d'eau potable d'Orly.

### Prélèvement de l’eau de surface
En fonction des besoins, entre 50 000 m3 et 300 000 m3 d’eau brute sont prélevés chaque jour depuis la Seine. L'étape de dégrillage permet de retenir les déchets les plus volumineux (branches, feuilles, bouteilles en plastiques, boîtes de conserve...).
L’eau de la Seine va ensuite se déverser par pompage dans la darse, une réserve d’eau brute de 300 000 mètres cubes. Une première décantation naturelle se produit, où les sédiments se déposent au fond du bassin. L’eau est alors aspirée par des pompes depuis le bassin de stockage pour être dirigée vers l’entrée de la nouvelle filière. Une à deux pompes permettent d’alimenter la nouvelle filière, soit entre 50 000 m3/j et 150 000 m3/j. Une troisième pompe est utilisée en cas de secours.

Darse d'Orly - Prélèvement de l'eau de surface

### Pré-ozonation
Une étape de pré-ozonation permet de fractionner les molécules et facilite ainsi l’étape suivante de la décantation.
Les deux filières fonctionnent en synergie. L’ozone est produit sur place à partir des ozoneurs existants situés sur la première filière d’Orly et mis au service de la nouvelle filière.

### Décantation
L'étape de décantation est assurée par des décanteurs lamellaires compacts, prenant deux fois moins d’espace que des décanteurs classiques. L’eau circule à travers une structure de lamelles très serrées, assemblées en nid d’abeille, pour une décantation optimisée (séparation liquide/solide). Deux réactifs chimiques sont ajoutés à l’eau : le chlorure ferrique qui aura le rôle de coagulant, et le polymère qui aura le rôle de floculant. Ainsi, les particules en suspension vont pouvoir s'agglomérer et faciliter leur décantation.

Schéma du processus de décantation de l'usine d'eau potable d'Orly

### Filtration au charbon actif
Les réacteurs CarboPlus® à charbon actif à renouvellement continu sont des procédés notable de la filière de traitement de l'eau de l'usine d'Orly. L’eau circule dans des filtres à travers un matelas de grains de charbon actif fluidisé qui retiennent les particules indésirables. Cependant, sur la durée, la capacité d’adsorption du charbon diminue et il doit être remplacé.
La nouvelle filière utilise le procédé CarboPlus®, développé par Stéreau. Le contact entre l’eau et les particules de charbon actif est optimal et permet ainsi l’adsorption de la matière organique et des micropolluants (produits phytosanitaires, résidus médicamenteux…). L’eau transite par 10 réacteurs CarboPlus® qui contiennent du charbon actif en quantité importante, se présentant sous forme de micrograins, renouvelé en continu par petites quantités.
Grâce à leur taille réduite, les micro-granulés offrent une surface spécifique importante et captent mieux les molécules de polluants, d’autant plus que l’eau circule désormais de bas en haut mettant le lit de charbon en suspension : la progression ralentie alliée au système à captation constante retient les micropolluants avec encore plus d’efficacité. En fonction de la qualité de l’eau, une dose précise de charbon actif neuf est injectée. Le charbon usagé est prélevé et stocké en attente de recyclage. Il subit ensuite une régénération thermique en Belgique : la combustion à haute température détruit les micropolluants captés et rend au charbon actif ses capacités de traitement. Il est évalué que 80 % du charbon actif usagé est réutilisé sur place.

Schéma du process de filtration au charbon actif de l'usine d'eau potable d'Orly

Procédé CarboPlus® développé par Stéreau

### Filtration sur sable
L’eau transite ensuite vers les 10 filtres à sables désormais dédiés à la nouvelle filière. Les deux files de filtres à sables ont été divisées pour traiter séparément les quantités d’eau potable produites par chaque filière (2 x 150 000 m3/j).

### Traitement aux ultraviolets et chloration
Le principe de double barrière de traitement est conservé. L’eau filtrée est désinfectée aux ultra-violets. Elle est ensuite chlorée, en mélange avec les eaux de la première filière dans la citerne, afin d’en garantir la qualité pendant son transport jusqu’au réservoir de L’Haÿ-les-Roses. Le chlore a un effet rémanent, il empêche les bactéries ou les virus de se développer dans les canalisations. La dose prescrite est de une goutte de chlore pour un mètre cube d'eau.

### Le traitement des boues par lagunage écologique
Le site d'Orly dispose de trois lagunes de 5 500 m² qui stockent et assèchent les boues décantées issues du processus de traitement de l’eau. N’utilisant que l’énergie solaire, le séchage au soleil des boues filtrées est écologique. Il a été pérennisé dans le cadre de la construction de la nouvelle filière.